# توماس شاو
توماس شاو (بالإنجليزية: Thomas Shaw)‏ هو رجل دين ورحالة بريطاني يلقب كذلك بالدكتور شاو رغم أنه ليس بطبيب ولكن كانت هذه عادة بريطانية في تلقيب رجال الدين الحكماء أصحاب الدرجات العلمية العالية بذلك، فدكتور تعني حكيم.
ولد في 1692 في كندال في وستموريلند في الشمال الشرقي من انجلترا وتوفي في هامبشاير في 1751، زار المشرق الإسلامي وشمال أفريقيا وترك ملاحظات عن ذلك في كتاب حول الجزائر وتونس في القرن 18 وتعتبر كتاباته مرجعا عن تاريخ أفريقيا الشمالية لتلك الحقبة

## دراسته
انتقل من المدرسة الثانوية في مسقط رأسه إلى كلية الملكة في أكسفورد أين تحصل على شهادة الماستر سنة 1719. بعد دخوله الكهنوت عين كقسيس في الجزائر، وبعد عودته في 1733 نال شهادة الدكتور وانتخب عضوا للجمعية الملكية. تم طبع النسخة الأولى من كتابه «رحلات في شمال أفريقيا وفي المشرق» سنة 1738. وبعد أن لامه الدكتور بوكوك حول جزء من عمله نشر شاو شرحين إضافيين والذين أُدمجا في طبعة 1757.
في 1740 عين الدكتور شاو عميدا لكلية سان إدموند هول في جامعة أكسفورد ومعها تحمل عبء تدريس اللغة اليونانية ومنصب قسيس ساكن لـبراملي بـ هامبشاير حتى وفاته في 1751.

## مؤلفاته
- رحلات في شمال أفريقيا وفي المشرق "في 1738.

Voyage dans la régence d'Alger, ou Description géographique, physique, philologique, etc. de cet état , par le Dr. Shaw. Traduit de l'anglais... par Mac Carthy,... Auteur : Shaw, Thomas (1694-1751) Éditeur : Marlin (Paris) Date d'édition : 1830 Contributeur : Mac Carthy, Jacques W. (17..-18..). Traducteur

## وصلات خارجية
هناك صورة زيتية لرجل الدين توماس شاو على موقع ال بي بي سي